# Arche d'essai Freyssinet
L'arche d'essai Freyssinet est une arche en béton peu armé construite en 1909 à Moulins (Allier) par Eugène Freyssinet. Elle avait pour but de tester le comportement de ce matériau sur des arcs très plats 1/25 et de longue portée, 50m. .  Freyssinet voulait surtout tester une nouvelle façon de décintrer avant la construction de trois ponts sur l'Allier qu'il allait entreprendre les années suivantes : le pont du Veurdre, le pont Boutiron et le pont de Châtel-de-Neuvre . Une telle arche exerce de fortes poussées latérales. Pour contenir ces poussées, il relie les deux culées par un tirant en béton seul qu'il comprime à l'aide de nombreux fils d'acier tendus. Un béton qu'on appellera précontraint.  Premier témoin de cette technique innovante, l'arche est inscrite aux Monuments historiques depuis octobre 2021. 

## Description et localisation
L'ensemble comprend deux culées et une arche de 50 m de portée et de 1,50 m de large à la clé et 2,50 m au niveau des retombées. La voûte est très surbaissée, la flèche (hauteur entre la naissance d'une voûte et la clef de voûte)  étant de seulement 2 m. Elle pèse 130 tonnes. Elle exerce une poussée de 300 à 400 tonnes à chaque extrémité. 
L'arche est construite à Moulins, sur ce qui est alors le site d'une gare du réseau ferré secondaire départemental, aujourd'hui disparue, à 250 m au nord-ouest de l'actuelle gare de Moulins. L'arche est parallèle à l'ancienne voie de chemin de fer de la ligne de Moulins à Montluçon, 500 mètres avant le Pont de fer, à proximité immédiate du croisement des actuelles rue de Narvik et rue de Lyon (cette section de voie ferrée est aujourd'hui une promenade piétonne depuis laquelle  l'arche est visible). 

## Histoire
Au début du XXe siècle,  le jeune ingénieur polytechnicien Eugène Freyssinet (1879-1962) est ingénieur ordinaire des ponts-et-chaussées pour le département de l'Allier à Moulins. L'entrepreneur en travaux publics moulinois François Mercier, qui a vu ses projets originaux de ponts, les propose au Conseil général de l'Allier pour la réalisation de trois ponts routiers sur l'Allier : le pont du Veurdre, le pont de Châtel-de-Neuvre et le pont Boutiron. L'architecture proposée par Freyssinet est innovante : des arcs porteurs très tendus en béton peu armé travaillant essentiellement à la compression. Il a déjà conçu et réalisé un tel pont, de 25m de portée, à Prairéal sur Besbre, à côté de Vaumas. Avant Freyssinet, la mise en compression de l'arc est consécutive à la descente du cintre. Une des difficultés est de décintrer, descendre le cintre de façon symétrique, coordonnée, de chaque côté et d’ôter le cintre sans qu'il entraine avec lui du béton qui n'est pas encore comprimé par le poids de l'arche, le béton travaille alors encore mal à la section. Freyssinet veut comprimer l'arc pour le décintrer. Au lieu de descendre le cintre, Freyssinet va décoller l'arc du cintre, il va soulever l'arc en le comprimant, comme il l'a effectué à Prairéal, mais cette fois sur une portée de 50 mètres avant les 73 mètres prévus au Veurdre. Et c’est le but principal de l'arche d'essai. Il dispose des coins aux deux extrémités entre les culées et les cylindres d'acier, les articulations, qui reçoivent les poussées. En enfonçant plus ou moins ces coins, il repousse les cylindres d'acier vers l'intérieur qui compriment le béton, puis le soulève et le décolle ainsi du cintre, cintre que l'on peut alors retirer sans dommage. Les poussées des coins s'ajoutent aux 300 à 400 tonnes de poussée de l'arche. Pour contenir les poussées latérales de l’arche d’essai,  un tirant en béton n'aurait pas supporté la traction subie, le béton travaille mal à la traction et se serait disloqué ; un tirant en acier seul se serait allongé, déformation élastique ; un tirant mariant le béton et l’acier dans un béton armé, aurait eu le même défaut : pour atteindre la traction suffisante, l’acier se serait allongé, et le béton qui est trop peu élastique n'aurait pas suivi et se serait fendillé. L’idée de Freyssinet est donc de couler d’abord une poutre de béton entre les deux culées, d'y réserver des rigoles, de relier les deux culées par 1 200 fils d'acier de 10mm disposés dans les rigoles  puis de maintenir l'ensemble pressé, comprimé par 1 200 fils  d’acier de 10 mm tendus, ancrés, maintenus tendus par des clavettes dans les culées. Ces fils  exercent une compression de 2 000 tonnes, force bien supérieure aux poussées latérales de la poutre, une traction de 600 à 800 tonnes augmentée des poussées de décintrage. Freyssinet réalise ainsi, accessoirement, un tirant en  béton précontraint (il ne déposera un brevet pour cette technique qu'en 1928). Cette technique permettra plus tard de construire des ponts plus rapidement et pour moins chers que les ponts traditionnels en pierre ou en fonte.
Mais au Veurdre, il va  retenir une autre méthode de décintrage puisque le règlement impose  une troisième articulation. Il décintre avec des vérins de son invention disposés à la clé. Les deux demi-arcs comprimés s'écartent, et se détachent du cintre. Dans les deux façons "le décintrement par mise en compression de l’arc, ça marche !"  Le premier des trois ponts construit avec cette technique, le pont du Veurdre, un pont de 3 arches en béton armé, est inauguré en 1912. Mais peu de temps après son achèvement, Freyssinet constate que les clés des arcs étaient descendues de 13 cm. Il peut reprendre alors la technique, l'opération de vérinage des clés pour les remettre au bon niveau et les bloque en coulant du béton dans les vides. Il venait de découvrir les effets des déformations différées du béton, le retrait et le fluage, alors mal connus et pas documentés. Lors de la construction du second pont, le pont Boutiron et pour éviter ce même souci, il construit des demi-arcs plus longs. Pour permettre leur légère rotation vers leur position définitive lors du fluage, il met au point un nouveau type d'articulation : des sections de béton rétrécies à la naissance des arcs qui par plasticité du béton assure le déplacement relatif des sections qu'elles relient. Ce type de sections frettées sera appelé les articulations Freyssinet. Le pont est achevé en 1913. Le troisième pont,  avec des articulations Freyssinet, le pont de Châtel-de-Neuvre est achevé en 1923. Précisons qu'aucun de ces trois ponts n'utilise la technique du béton précontraint, technique que Freyssinet aura du mal à faire admettre avant le fin des années trente.   
L'arche d'essai est ensevelie pendant la Première Guerre mondiale et avec l'abandon du réseau ferré secondaire local, le terrain sur lequel elle se trouvait vendu en 1983 à un particulier. L'arche tombe ensuite dans un relatif oubli. Elle est partiellement dégagée en 1993, permettant de constater son bon état de conservation. Après le travail pour sa préservation de deux passionnés, Pierre Daumin et Emmanuel Baillia, elle est inscrite aux Monuments historiques le 1er octobre 2021 en même temps que le pont Boutiron, seul des trois ponts d'origine encore existants (les deux autres ont été détruits pendant la Seconde Guerre mondiale et reconstruits après avec une technique différente).
L'arche se trouve aujourd'hui sur un terrain acquis par Moulins Communauté qui veut la  la protéger et la mettre en valeur. A noter que seule sa partie supérieure est visible, alors que le tirant en béton précontraint, première mondiale de cette technique de précontrainte, est, depuis sa construction, enterré .